# T25 (水雷艇)
T25はドイツ海軍の水雷艇。1939型。

## 艦歴
1942年12月12日就役。
1943年7月T24と共にフランスへ進出。9日サン・マロに到着。10日ブレストへ向かう途中でイギリスの駆逐艦メルブレイク、ウェンスリーデイル、グレイスデイルと交戦した。
8月日本の潜水艦伊8を護衛。9月機雷敷設を行う。
10月4日T22、T23、T25、T27の4隻でフランス沿岸で船団護衛中にイギリスの駆逐艦リンボーン、ウェンスリーデイル、タナットサイド、アルスター、グレンヴィルと遭遇し戦闘となった。この戦闘でドイツ側はイギリスの駆逐艦4隻を損傷させた。ドイツ側の損害はほとんどなかった。
10月23日封鎖突破船ミュンスターラント攻撃に出撃してきたイギリス艦隊と交戦。イギリス側は軽巡洋艦カリブディス、駆逐艦グレンヴィル、ロケット、リンボーン、ウェンスリーデイル、タリボント、スティーブンストンであったのに対しドイツ側は水雷艇T22、T23、T25、T26、T27と戦力はイギリスのほうが優勢であったがドイツの水雷艇は雷撃でカリブディスとリンボーンを撃沈した。ただし、この戦闘ではT25は雷撃に失敗している。
12月24日封鎖突破船オゾルノの護衛に出撃。
12月27日封鎖突破船アルステルウーファーの出迎えるため出撃。28日駆逐艦Z23、Z24、Z27、Z32、Z37水雷艇T22、T23、T24、T25、T26、T27からなるドイツ艦隊はイギリスの軽巡洋艦エンタープライズ、グラスゴーと交戦し、この戦闘でT25を含むドイツ艦3隻が撃沈された。